# Droit birman
Le droit birman est le droit appliqué en Birmanie, aussi appelée Myanmar. Il est historiquement influencé par le bouddhisme et le droit colonial britannique.

## Histoire
L'histoire du droit au Myanmar est influencée par le bouddhisme depuis l'expansion de cette religion dans la région. La colonisation britannique a apporté de profonds changements dans l'application du droit. Après l'indépendance, les régimes militaires ont pris le contrôle du pouvoir judiciaire.

### Royaumes bouddhistes
Les communautés monastiques suivent généralement leurs propres réglements intérieurs inspirés par le vinaya et les rois font appliquer des règles tirés de la littérature dhammasattha (en).

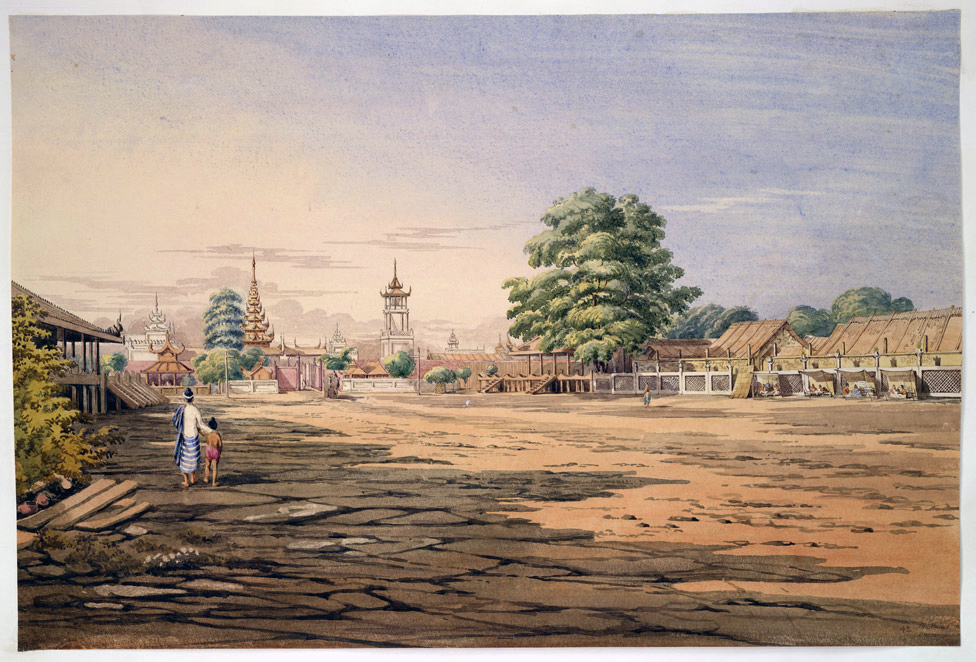
Panorama d’Amarapura en 1855 avec deux tribunaux, le Yooung Dau tout à gauche et le Teya Yooung tout à droite.
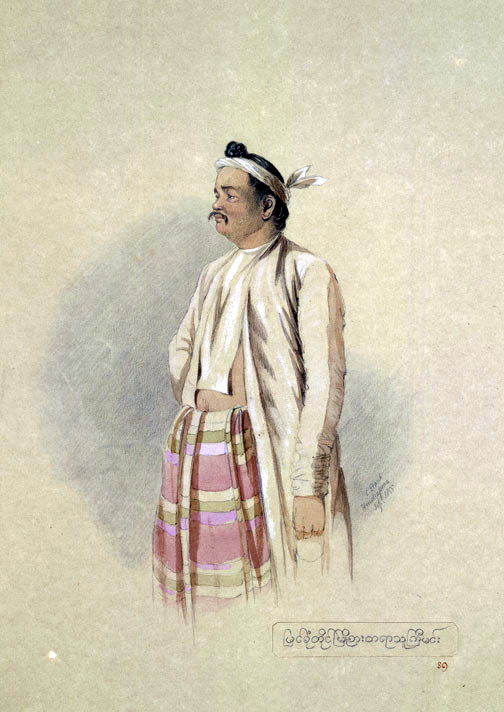
Maung Tooh, juge à Ava en 1855.

### Indépendance
Le régime militaire met les tribunaux au pas, en continuant à les faire fonctionner mais en contrôlant étroitement les juges.

## Sources du droit

### Constitution
La Constitution est la loi fondamentale de la Birmanie.

### Normes internationales
La section 2 de l'annexe I dispose que la conclusion des conventions, traités, etc. ainsi que leurs ratifications est une compétence législative.

### Législation
Le pouvoir législatif est confié à l'Assemblée de l'Union. Le domaine de la loi est défini à l'annexe I de la Constitution.

## Sources

## Compléments